# Red Bull MotoGP Rookies Cup 2010
Der Red Bull MotoGP Rookies Cup 2010 war der vierte in der Geschichte des FIM-Red Bull MotoGP Rookies Cups.
Es wurden zehn Rennen bei sechs Veranstaltungen ausgetragen.

## Punkteverteilung
Meister wurde derjenige Fahrer, der bis zum Saisonende die meisten Punkte in der Meisterschaft gesammelt hatte. Bei der Punkteverteilung wurden die Platzierungen im Gesamtergebnis des jeweiligen Rennens berücksichtigt. Die 15 erstplatzierten Fahrer jedes Rennens erhielten Punkte nach folgendem Schema:
Weltmeister wird derjenige Fahrer beziehungsweise der Hersteller, der bis zum Saisonende die meisten Punkte in der Weltmeisterschaft angesammelt hat. Bei der Punkteverteilung werden die Platzierungen im Gesamtergebnis des jeweiligen Rennens berücksichtigt. Die fünfzehn erstplatzierten Fahrer jedes Rennens erhalten Punkte nach folgendem Schema:
| Punkteverteilung | Punkteverteilung | Punkteverteilung | Punkteverteilung | Punkteverteilung | Punkteverteilung | Punkteverteilung | Punkteverteilung | Punkteverteilung | Punkteverteilung | Punkteverteilung | Punkteverteilung | Punkteverteilung | Punkteverteilung | Punkteverteilung | Punkteverteilung |
| ---------------- | ---------------- | ---------------- | ---------------- | ---------------- | ---------------- | ---------------- | ---------------- | ---------------- | ---------------- | ---------------- | ---------------- | ---------------- | ---------------- | ---------------- | ---------------- |
| Platz            | 1                | 2                | 3                | 4                | 5                | 6                | 7                | 8                | 9                | 10               | 11               | 12               | 13               | 14               | 15               |
| Punkte           | 25               | 20               | 16               | 13               | 11               | 10               | 9                | 8                | 7                | 6                | 5                | 4                | 3                | 2                | 1                |

In die Wertung kamen alle erzielten Resultate.

## Rennkalender
|   | Lauf | Datum        | Lauf        | Strecke                                                      | Streckenlayout |
| - | ---- | ------------ | ----------- | ------------------------------------------------------------ | -------------- |
| 1 | 1    | 1. Mai       | Spanien     | Circuito de Jerez (Jerez de la Frontera)                     |                |
| 1 | 2    | 2. Mai       | Spanien     | Circuito de Jerez (Jerez de la Frontera)                     |                |
| 2 | –    | 5. Juni      | Italien     | Autodromo Internazionale del Mugello (Scarperia e San Piero) |                |
| 3 | 1    | 25. Juni     | Niederlande | TT Circuit Assen (Assen)                                     |                |
| 3 | 2    | 26. Juni     | Niederlande | TT Circuit Assen (Assen)                                     |                |
| 4 | 1    | 17. Juli     | Deutschland | Sachsenring (Hohenstein-Ernstthal)                           |                |
| 4 | 2    | 18. Juli     | Deutschland | Sachsenring (Hohenstein-Ernstthal)                           |                |
| 5 | 1    | 14. August   | Tschechien  | Automotodrom Brno (Brünn)                                    |                |
| 5 | 2    | 15. August   | Tschechien  | Automotodrom Brno (Brünn)                                    |                |
| 6 | –    | 4. September | San Marino  | Misano World Circuit Marco Simoncelli (Misano Adriatico)     |                |

## Rennergebnisse
|   | Lauf | Datum  | Rennen      | Strecke     | Platz 1       | Platz 2        | Platz 3          | Pole-Position   | Schn. Rennrunde        | Gesamtführender Fahrer |
| - | ---- | ------ | ----------- | ----------- | ------------- | -------------- | ---------------- | --------------- | ---------------------- | ---------------------- |
| 1 | 1    | 01.05. | Spanien     | Jerez       | Danny Kent    | Daijiro Hiura  | Daniel Ruiz      | Daijiro Hiura   | Daniel Ruiz            | Danny Kent             |
| 1 | 2    | 02.05. | Spanien     | Jerez       | Daniel Ruiz   | Danny Kent     | Daijiro Hiura    | Daijiro Hiura   | Daniel Ruiz            | Danny Kent             |
| 2 | –    | 05.06. | Italien     | Mugello     | Daijiro Hiura | Mathew Scholtz | Brad Binder      | Daniel Ruiz     | Kevin Calia            | Daijiro Hiura          |
| 3 | 1    | 25.06. | Niederlande | Assen       | Jacob Gagne   | Kevin Calia    | Alessio Cappella | Daijiro Hiura   | Kevin Calia            | Daijiro Hiura          |
| 3 | 2    | 26.06. | Niederlande | Assen       | Danny Kent    | Daniel Ruiz    | Harry Stafford   | Daijiro Hiura   | Kevin Calia            | Danny Kent             |
| 4 | 1    | 17.07. | Deutschland | Sachsenring | Jacob Gagne   | Brad Binder    | Danny Kent       | Jacob Gagne     | Alexander Kristiansson | Danny Kent             |
| 4 | 2    | 18.07. | Deutschland | Sachsenring | Jacob Gagne   | Brad Binder    | Daijiro Hiura    | Jacob Gagne     | Danny Kent             | Jacob Gagne            |
| 5 | 1    | 14.08. | Tschechien  | Brünn       | Kevin Calia   | Daijiro Hiura  | Danny Kent       | Alejandro Pardo | Daniel Ruiz            | Jacob Gagne            |
| 5 | 2    | 15.08. | Tschechien  | Brünn       | Jacob Gagne   | Danny Kent     | Harry Stafford   | Alejandro Pardo | Harry Stafford         | Jacob Gagne            |
| 6 | –    | 04.09. | San Marino  | Misano      | Danny Kent    | Jacob Gagne    | Daijiro Hiura    | Danny Kent      | Jacob Gagne            | Jacob Gagne            |

## Fahrerwertung
| Pos. | Fahrer                 | Spanien | Spanien | Italien | Niederlande | Niederlande | Deutschland | Deutschland | Tschechien | Tschechien | San Marino | Gesamt |
| Pos. | Fahrer                 | L1      | L2      | Italien | L1          | L2          | L1          | L2          | L1         | L2         | San Marino | Gesamt |
| ---- | ---------------------- | ------- | ------- | ------- | ----------- | ----------- | ----------- | ----------- | ---------- | ---------- | ---------- | ------ |
| 1    | Jacob Gagne            | 5       | 6       | 8       | 1           | 4           | 1           | 1           | 8          | 1          | 2          | 170    |
| 2    | Danny Kent             | 1       | 2       | 4       | 11          | 1           | 3           | 12          | 3          | 2          | 1          | 169    |
| 3    | Daijiro Hiura          | 2       | 3       | 1       | 5           | NC          | 15          | 3           | 2          | NC         | 3          | 125    |
| 4    | Daniel Ruiz            | 3       | 1       | 6       | 8           | 2           | 7           | NC          | 5          | NC         | 5          | 110    |
| 5    | Brad Binder            | 4       | NC      | 3       | 7           | 8           | 2           | 2           | 7          | 4          | NC         | 108    |
| 6    | Kevin Calia            | 10      | NC      | 5       | 2           | 5           | 5           | NC          | 1          | NC         | 4          | 97     |
| 7    | Harry Stafford         | NC      | 5       | NC      | 4           | 3           | NC          | NC          | 4          | 3          | 6          | 79     |
| 8    | Niccolò Antonelli      | 7       | 7       | 7       | 15          | 13          | 18          | 13          | 11         | 7          | 8          | 56     |
| 9    | Alessio Cappella       | 14      | 13      | 9       | 3           | 10          | NC          | NC          | 6          | NC         | 7          | 53     |
| 10   | Alexander Kristiansson | 19      | 11      | 11      | 10          | 6           | 4           | 6           |            |            | 13         | 52     |
| 11   | Florian Alt            | 6       | 9       | NC      | NC          | 14          | 10          | 10          | 9          | 8          | 17         | 46     |
| 12   | Josh Hook              | NC      | 8       | NC      | 16          | 9           | 6           | 8           | 18         | 6          | NC         | 43     |
| 13   | Arthur Sissis          | 12      | 12      | 15      | 6           | 11          | 11          | 9           | NC         | 11         | 14         | 43     |
| 14   | Mathew Scholtz         | 8       | 4       | 2       |             |             |             |             | NC         |            |            | 41     |
| 15   | Taylor Mackenzie       | 15      | NC      | 12      | 9           | 16          | 9           | 7           | 15         | 5          |            | 40     |
| 16   | Alejandro Pardo        | NC      | 10      | 13      | NC          | 7           | 17          | 4           | NC         | 16         | NC         | 31     |
| 17   | Tomáš Vavrouš          | 11      | NC      | 14      | NC          | NC          | 8           | 5           | NC         | NC         | 12         | 30     |
| 18   | Xavier Pinsach         | 17      | 14      | 16      | 12          | NC          | 12          | 15          | 13         | 9          | 9          | 28     |
| 19   | Philipp Öttl           | 16      | 16      | 10      | 13          | 12          | 19          | 11          | 16         | 12         | 16         | 22     |
| 20   | Xavier Figueras        |         |         | NC      | NC          | NC          | 14          | 14          | 10         | 13         | 11         | 18     |
| 21   | Antonio Chiari         | 13      | NC      | NC      | 14          | 17          | NC          | NC          | 12         | 10         | NC         | 15     |
| 22   | Alan Techer            | 9       | NC      |         |             |             |             |             | NC         |            | 10         | 13     |
| 23   | James Flitcroft        | NC      | 17      | 17      | 17          | 15          | 13          | 16          | 14         | 14         | 15         | 9      |
| 24   | Deni Cudic             | 18      | 15      | 18      | NC          | NC          | 16          | 17          | 17         | 15         | 18         | 2      |
| 25   | Brody Nowlan           | NC      | NC      | NC      |             |             |             |             |            |            |            | 0      |

| Farbe         | Bedeutung                               |
| ------------- | --------------------------------------- |
| Gold          | Sieger                                  |
| Silber        | 2. Platz                                |
| Bronze        | 3. Platz                                |
| Grün          | Platzierung in den Punkten              |
| Blau          | Klassifiziert außerhalb der Punkteränge |
| Violett       | Rennen nicht beendet (DNF)              |
| Violett       | nicht klassifiziert (NC)                |
| Rot           | nicht qualifiziert (DNQ)                |
| Schwarz       | disqualifiziert (DSQ)                   |
| Weiß          | nicht am Start (DNS)                    |
| Weiß          | zurückgezogen (WD)                      |
| Weiß          | Rennen abgesagt (C)                     |
| ohne Farbe    | nicht am Training teilgenommen (DNP)    |
| ohne Farbe    | verletzt oder krank (INJ)               |
| ohne Farbe    | ausgeschlossen (EX)                     |
| ohne Farbe    | nicht erschienen (DNA)                  |
| fett          | Pole-Position                           |
| kursiv        | Schnellste Rennrunde                    |
| unterstrichen | WM-Führung                              |
| hochgestellt  | Platzierung im Sprintrennen             |